# Ігровий дизайн
Ігровий дизайн (англ. Game design) — частина роботи над розробкою відеогри, яка полягає в її проєктуванні та створенні елементів ігрового процесу, персонажів, сюжету та завдань.

## Історія
На початку індустрії відеоігор, коли ігри були або текстовими, або з примітивною графікою, дизайном гри займався програміст. З тих же причин, він же займався і графічним оформленням. Багато розробників починали саме так, наприклад Джон Кармак, Джон Ромеро та Сід Меєр. Винятком є компанія Coleco (розробник консолі ColecoVision), яка з самого початку розділила ці обов'язки. Із зростанням складності проєктів такий підхід до розробки став очевидним. У великих проєктах, кількість дизайнерів може перевищувати десяток, роботу яких направляють один чи кілька головних дизайнерів.

## Галузі
- Дизайн всесвіту — створення та опис світу гри, його передісторії, подій у ньому, вибір стилю майбутньої гри.
- Дизайн ігрових механік — розробка та впровадження систем на яких оснований ігровий процес: рольова система, бойова, система набору очок, торгівлі між персонажами тощо.
- Дизайн персонажів та завдань — створення ігрових та неігрових персонажів, опис їхньої зовнішності та характеру. Дизайн квестів яких зустріне гравець.
- Дизайн рівнів — планування та створення локацій на яких буде відбуватися ігровий процес.
- Дизайн інтерфейсу — дизайн та тестування графічного інтерфейсу та хаду гри, з урахуванням її потреб.

## Ітеративний ігровий дизайн
Ітеративний дизайн — це методологія проектування, заснована на циклічному процесі створення прототипу, тестування, аналізу та вдосконалення продукту або процесу. На основі результатів тестування останньої ітерації дизайну вносяться зміни та вдосконалення. Кінцевою метою цього процесу є покращення якості та функціональності проекту. У ітераційному проектуванні взаємодія з розробленою системою використовується як форма дослідження для інформування та розвитку дизайну в міру реалізації послідовних версій або ітерацій дизайну.
Ітеративний дизайн гри — це процес, за допомогою якого відеогра неодноразово пропонується, прототипується, тестується та повторно оцінюється перед випуском робочого продукту.Ітеративний ігровий дизайн працює за таким принципом: створити ідеальний продукт з першої спроби нереально.

## Ігровий дизайнер
Ігровий дизайнер (інколи ігродизайнер, рідше геймдизайнер) — людина яка відповідає за ігровий дизайн під час роботи над грою.
- Головний дизайнер (англ. lead designer) — контролює роботу команди дизайнерів та слідкує за дотриманням раніше обраного стиля гри.
- Дизайнер середовищ чи дизайнер рівнів (англ. environment чи level designer) — працює над рівнями гри.
- Дизайнер ігрових механік (англ. Game mechanics designer чи systems designer) — створює правила гри та слідкує за балансом.
- Сценарист (англ. writer) — людина яка працює над діалогами, текстами ігрових відеороликів, системою підказок, написами на коробці з грою тощо.